# 581
581 (DLXXXI) je bilo navadno leto, ki se je po julijanskem koledarju začelo na sredo.

## Dogodki
- dinastija Sui začne združevati Kitajsko.

## Smrti
Neznan datum
- Taspar kagan, četri kagan Gokturkov (* ni znano)